# HD 118203
HD 118203 — одиночная звезда в созвездии Большой Медведицы на расстоянии приблизительно 302 световых лет (около 92,5 парсек) от Солнца. Видимая звёздная величина звезды — +8,06m. Возраст звезды оценивается как около 4,1 млрд лет.
Вокруг звезды обращается, как минимум, одна планета.

## Характеристики
HD 118203 — жёлто-оранжевая звезда спектрального класса K0. Масса — около 1,3 солнечной, радиус — около 2,084 солнечного, светимость — около 4,425 солнечной. Эффективная температура — около 5944 К.

## Планетная система
В 2005 году группой астрономов у звезды обнаружена планета HD 118203 b.
В 2019 году учёными, анализирующими данные проектов HIPPARCOS и Gaia, у звезды обнаружена планета HIP 66192 c.